# Sexismo

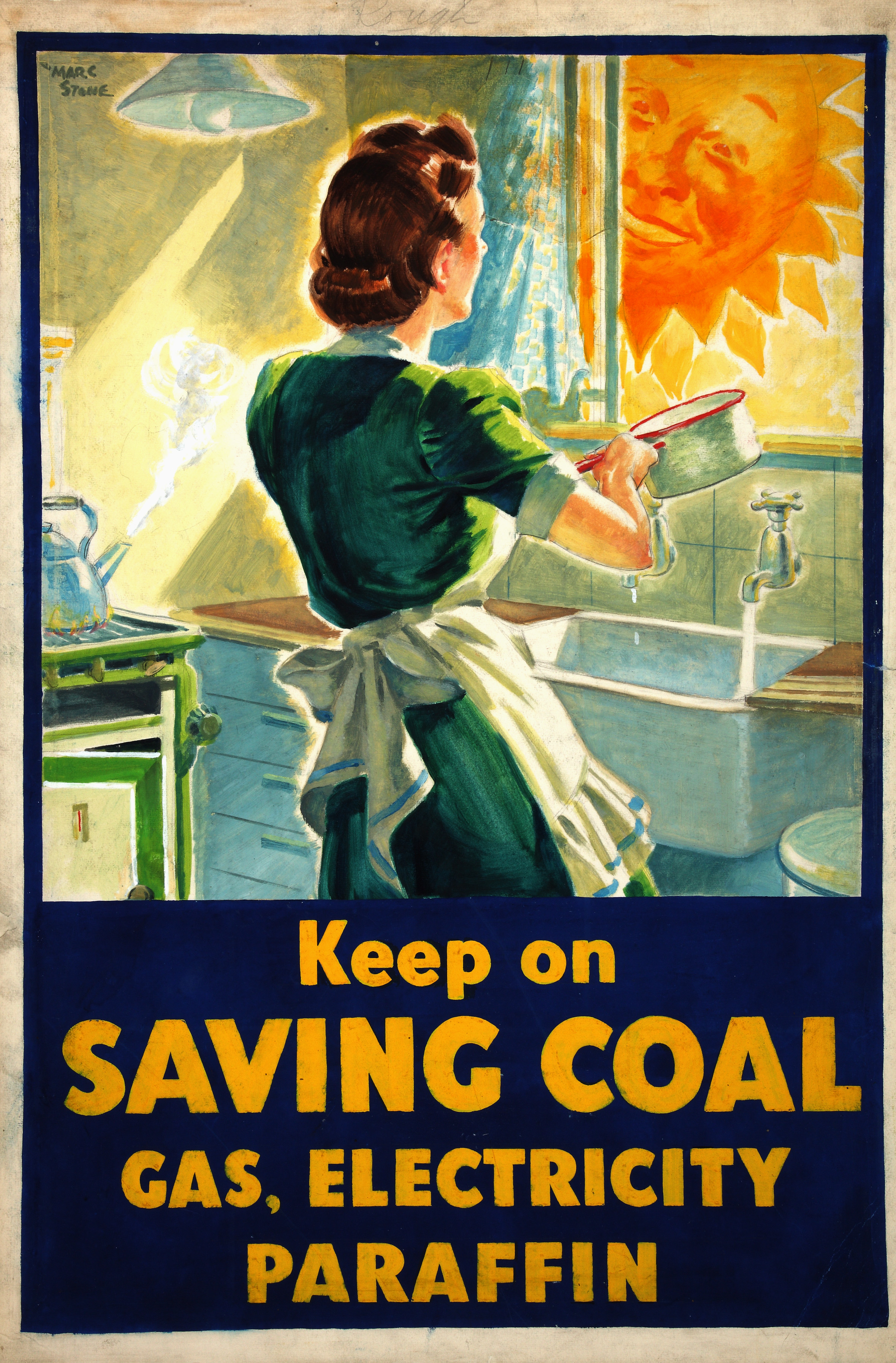
Ejemplo de un cartel de propaganda que promueve el papel que deben cumplir las amas de casa.

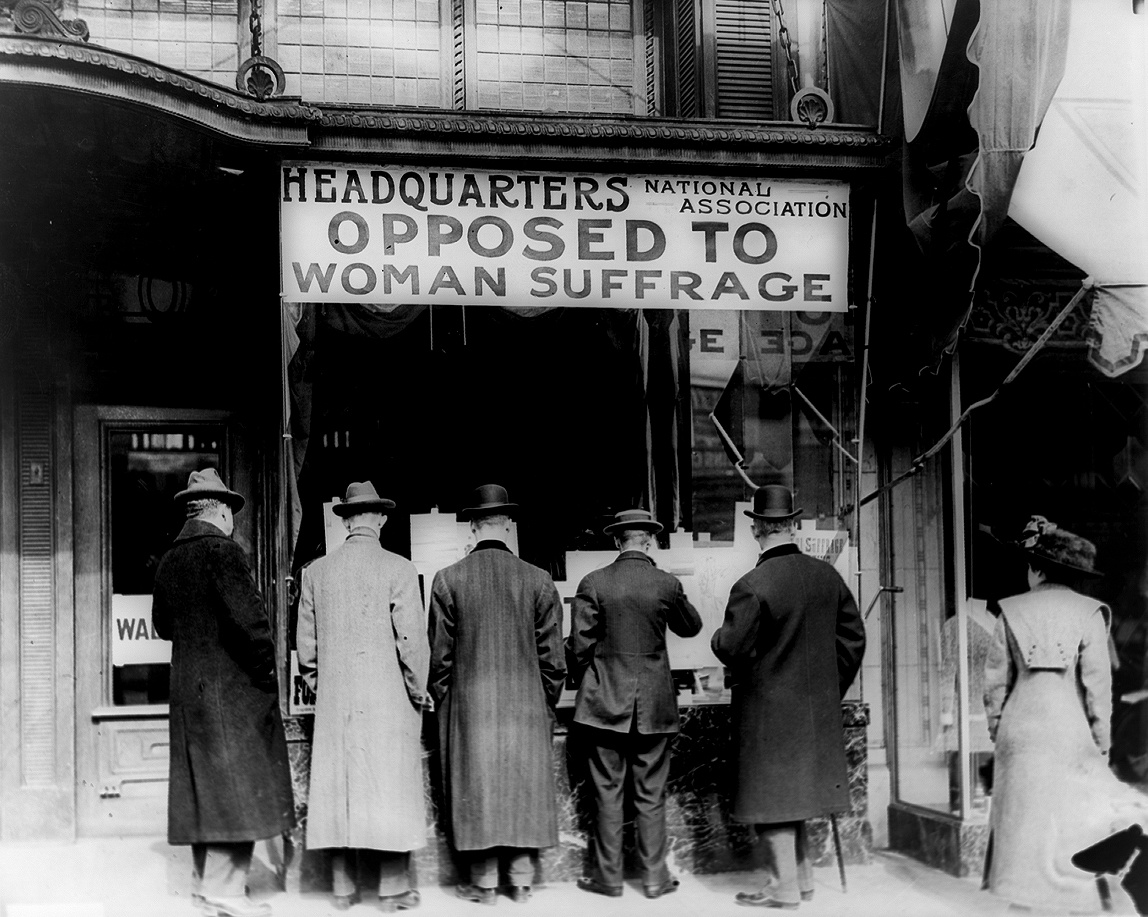
Sede de la Asociación Nacional Contra el Sufragio Femenino. Las reivindicaciones históricas para eliminar la discriminación sexual han generado fuerte oposición en la sociedad ya que los cambios en la igualdad legal suponían y suponen cambios profundos en las mentalidades.

El sexismo, la discriminación sexual o la discriminación de género es el prejuicio o discriminación basada en el sexo o género que pueden incluir la creencia de que el uno es inherentemente superior al otro.[cita requerida]
También se refiere a las condiciones o actitudes que promueven estereotipos de roles sociales establecidos en diferencias sexuales. Las actitudes sexistas se sostienen en creencias y estereotipos tradicionales sobre los distintos roles de género. El término se utiliza principalmente para referirse a la discriminación que se ejerce contra las mujeres y hombres. La discriminación sexual no es solo un concepto dependiente de actitudes individuales, sino que se encuentra incorporado en numerosas instituciones de la sociedad.  La situación de opresión que viven los hombres y mujeres en todo el mundo no es homologable a una opresión de clase o casta ya que se encuentra presente en las diferentes clases o castas.
El sexismo extremo puede fomentar el acoso sexual, la violación y otras formas de violencia sexual. La discriminación de identidad de género puede abarcar el sexismo, y es discriminación hacia las personas en función de su identidad de género o sus diferencias de género o sexo. La discriminación de género se define especialmente en términos de desigualdad en el lugar de trabajo.

## Historia y concepto
Según Fred R. Shapiro, el término "sexismo" probablemente fue acuñado el 18 de noviembre de 1965, por Pauline M. Leet durante un "Foro de estudiantes y profesores" en Franklin andMarshall College, una universidad de Estados Unidos. Específicamente, la palabra sexismo aparece en la contribución al foro de Leet "Las mujeres y el pregrado", y ella lo define al compararlo con el racismo, afirmando en parte (en la página 3): "Cuando discuten...que dado que menos mujeres escriben buena poesía, esto justifica su exclusión total, están tomando una posición análoga a la del racista; podría llamarles en este caso "sexistas"...Tanto el racista como el sexista están actuando como si todo lo que sucedió nunca hubiera sucedido, y ambos toman decisiones y llegan a conclusiones sobre el valor de alguien refiriéndose a factores que en ambos casos son irrelevantes".
También según Shapiro, la primera vez que apareció el término "sexismo" apareció impreso fue en el discurso de Caroline Bird "On Being Born Female", que se publicó el 15 de noviembre de 1968 en Vital Speeches of the Day (p. 6). En este discurso ella dijo en parte: "En el exterior se reconoce que somos en muchos aspectos un país sexista. El sexismo juzga a las personas por su sexo cuando las relaciones sexuales no importan. El sexismo tiene la intención de rimar con el racismo".
El sexismo puede definirse como una ideología basada en la creencia de que un sexo es superior a otro. Es discriminación, prejuicio o estereotipo sobre la base de género, y se expresa con mayor frecuencia hacia las niñas y las mujeres. Se ha caracterizado como el "odio a la mujer" y el "prejuicio arraigado contra la mujer".
La sociología ha examinado el sexismo como manifestación tanto a nivel individual como institucional. Según Schaefer, el sexismo se perpetúa en todas las principales instituciones sociales. Los sociólogos describen paralelos entre otros sistemas ideológicos de opresión como el racismo, que también opera tanto a nivel individual como institucional. Las primeras sociólogas como Charlotte Perkins Gilman, Ida B. Wells y Harriet Martineau describieron los sistemas de desigualdad de género, pero no usaron el término sexismo, que fue acuñado más tarde. Los sociólogos que adoptaron el paradigma funcionalista, por ejemplo, Talcott Parsons, entendieron la desigualdad de género como el resultado natural de un modelo dimórfico de género.
Las psicólogas Mary Crawford y Rhoda Unger definen el sexismo como una forma de prejuicio sostenido por individuos que abarca "actitudes y valores negativos sobre las mujeres como grupo". Peter Glick y Susan Fiske acuñaron el término sexismo ambivalente para describir cómo los estereotipos sobre las mujeres pueden ser tanto positivos como negativos, y que los individuos compartimentan los estereotipos que tienen con el sexismo hostil o el sexismo benévolo.
La autora feminista bell hooks define el sexismo como un sistema de opresión que genera desventajas para las mujeres. La filósofa feminista Marilyn Frye define el sexismo como un "complejo actitudinal-conceptual-cognitivo-orientacional" de la supremacía masculina, el machismo y la misoginia.
El Observatorio de Desigualdades en la Salud de España define sexismo como:

… el sexismo implica relaciones de género inequitativas y se refiere a las prácticas institucionales e interpersonales según las cuales los miembros del grupo de género dominante acumulan privilegios mediante la subordinación de otros grupos de género y justifican esas prácticas mediante ideologías de superioridad, diferencias o desviaciones innatas.

El diccionario de filosofía latinoamericana señala que el término sexismo se usa como sinónimo de machismo. Recoge varias definiciones, incluida la que conceptualiza la filósofa Celia Amorós

.. el sexismo es una ideología que influye en el discurso filosófico de dos maneras: a) como condicionante inmediato del modo como la mujer es pensada y categorizada en la sistematización filosófica de las representaciones ideológicas, y b) como condicionante mediato de la mala fe de un discurso que se constituye como la forma por excelencia de relación conscientemente elaborada con la concreta historicidad del hombre y procede a la exclusión sistemática de la mujer de ese discurso. La ideología sexista se manifiesta, por lo tanto, en las formas que emplea el discurso filosófico para escamotear la humanidad plena de las mujeres, convirtiéndolo en un discurso limitado, «resentido de la falsedad que lleva consigo la percepción distorsionada de la misma, precisamente para un discurso que se pretende a sí mismo el discurso de la autoconciencia de la especie». (Amarás, 1982).

## Historia

### Mundo antiguo
En la prehistoria, las personas vivían en lo que Engels en su libro El origen de la familia, de la propiedad privada y del Estado llamó un sistema de consumo primitivo o comunismo primitivo. En este existía tanto la hermandad entre mujeres como la fraternidad entre hombre que coexistían y colaboraban en una economía con bases en la caza y en la recolección de comida. A pesar de que existía la división de trabajo por sexos, no existía ningún tipo de explotación económica ya que tanto la producción como la reproducción de la vida, la caza y la crianza se encontraban socializadas.
Se alimentaba y criaba a los hijos en comunidad donde el conjunto de clanes formaban tribus, sin una distinción entre los hijos biológicos y los que no lo eran. La mujer era miembro activo y visible en la producción social. No existía la propiedad privada pero los pocos utensilios individuales eran transmitidos por matrilinaje. La Revolución Neolítica, con la consiguiente domesticación de plantas y animales, creó las condiciones de posibilidad para la producción de un excedente acumulable de forma privada. En algunos lugares esto desarrolló grandes civilizaciones donde junto con el surgimiento de la explotación esclavista y el Estado, la mujer comenzó a sufrir una opresión particular. Con el surgimiento de la propiedad se volvió valioso para el sector dominante controlar la transmisión de la herencia lo que generalizó la exclusividad matrimonial y el derecho paterno. 

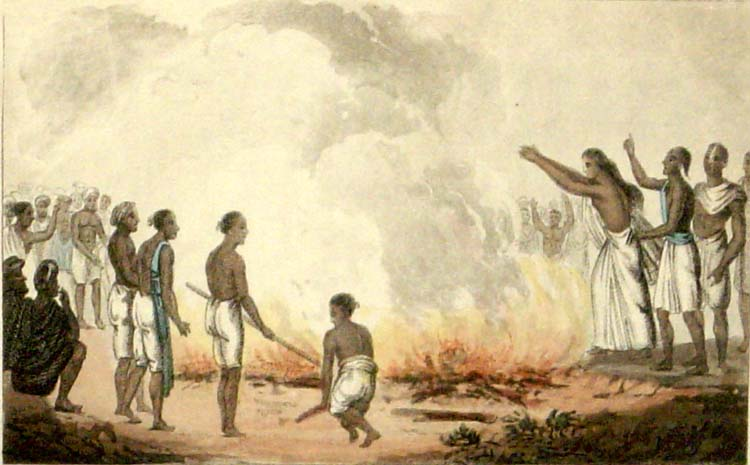
Satí, o la autoinmolación de las viudas, prevaleció en la sociedad hindú hasta principios del.

La condición de las mujeres en el antiguo Egipto dependía de sus padres o maridos, pero tenían derechos de propiedad y se les permitía asistir a los tribunales, incluso como demandantes. A las mujeres de la época anglosajona se les concedía el mismo estatus. Sin embargo, falta evidencia para apoyar la idea de que muchas sociedades preagrícolas otorgan a las mujeres un estatus más alto que las mujeres de hoy. Después de la adopción de la agricultura y las culturas sedentarias, se estableció el concepto de que un género era inferior al otro; la mayoría de las veces esto se imponía a mujeres y niñas. Los ejemplos de sexismo en el mundo antiguo incluyen leyes escritas que impiden a las mujeres participar en el proceso político; las mujeres de la antigua Roma no podían votar ni ocupar cargos políticos. Otro ejemplo son los textos académicos que adoctrinan a los niños en la inferioridad femenina; a las mujeres de la antigua China se les enseñó los principios confucianos de que una mujer debe obedecer a su padre en la infancia, a un marido en matrimonio y a un hijo viudo.

### Caza de brujas y juicios
El sexismo puede haber sido el ímpetu que alimentó los juicios de brujas entre los siglos XV y XVIII. En los comienzos de la Europa moderna y en las colonias europeas de América del Norte, se afirmaba que las brujas eran una amenaza para la cristiandad. La misoginia de ese período jugó un papel en la persecución de estas mujeres.
En Malleus Maleficarum, el libro que jugó un papel importante en la caza de brujas y los juicios, los autores sostienen que las mujeres son más propensas a practicar la brujería que los hombres, y escriben que:

Toda maldad es poco para la maldad de una mujer ... ¿Qué otra cosa es la mujer sino un enemigo de la amistad, un castigo ineludible, un mal necesario, una tentación natural, una calamidad deseable, un peligro doméstico, un detrimento delicioso, un mal de la naturaleza, pintado con colores claros!

La brujería sigue siendo ilegal en varios países, incluida Arabia Saudita, donde es punible con la muerte. En 2011, una mujer fue decapitada en ese país por "brujería y hechicería". Los asesinatos de mujeres después de haber sido acusados de brujería siguen siendo comunes en algunas partes del mundo; por ejemplo, en Tanzania, alrededor de 500 ancianas son asesinadas cada año después de tales acusaciones.
Cuando las mujeres son blanco de acusaciones de brujería y violencia posterior, muchas discriminaciones interactúan, por ejemplo, la discriminación basada en el género y la discriminación basada en la casta, como es el caso de India y Nepal, donde tales crímenes son relativamente común.

### Sexismo en el matrimonio contra mujeres
Hasta el siglo XX, las leyes estadounidenses e inglesas observaban el sistema de coverture, donde "por matrimonio, el esposo y la esposa son una sola persona en la ley; ese es el ser mismo o la existencia legal de la mujer que se suspende durante el matrimonio". Las mujeres estadounidenses no se definieron legalmente como "personas" hasta 1875 (Minor v. Happersett, 88 U.S. 162). Una doctrina legal similar, llamada poder conyugal, existía bajo la ley romana neerlandesa (y todavía está parcialmente vigente en la actual Suazilandia).
Las restricciones a los derechos de las mujeres casadas eran comunes en los países occidentales hasta en el siglo XX: por ejemplo, las mujeres casadas en Francia obtuvieron el derecho al trabajo sin el permiso de su marido en 1965, y en Alemania Occidental las mujeres obtuvieron este derecho en 1977. Durante la época del dictador Franco, en España, una mujer casada requería el consentimiento de su esposo (llamado permiso matrimonial) para el empleo, la propiedad de la propiedad y el viaje fuera del hogar; el permiso matrimonial fue abolido en 1975. En Australia, hasta 1983, la solicitud de pasaporte de una mujer casada debía ser autorizada por su marido.
Las mujeres en distintas partes del mundo continúan perdiendo sus derechos legales en el matrimonio. Por ejemplo, las regulaciones del matrimonio en Yemén establecen que una esposa debe obedecer a su esposo y no debe salir de su casa sin su permiso. En Irak, la ley permite a los esposos "castigar" legalmente a sus esposas. En la República Democrática del Congo, el Código de Familia establece que el esposo es el jefe del hogar; la esposa debe su obediencia a su marido; una esposa tiene que vivir con su marido donde quiera que viva; y las esposas deben tener la autorización de sus maridos para llevar un caso a los tribunales o para iniciar otros procedimientos legales.
Los abusos y las prácticas discriminatorias contra las mujeres en el matrimonio a menudo tienen sus raíces en los pagos financieros, como la dote o el precio de la novia. Estas transacciones a menudo sirven para legitimar el control coercitivo de la esposa por parte de su esposo y para darle autoridad sobre ella; por ejemplo, el artículo 13 del Código de Estatus Personal (Túnez) establece que "el marido no deberá, en caso de incumplimiento del pago de la dote, obligar a la mujer a consumar el matrimonio"; implicando que, si se paga a la dote, se permite la violación conyugal (a este respecto, los críticos han cuestionado los supuestos logros de las mujeres en Túnez y su imagen de país progresista en la región, argumentando que la discriminación contra la mujer sigue siendo muy fuerte país).
La OMCT ha reconocido a la "independencia y la capacidad de dejar a un marido abusivo" como cruciales para detener el maltrato de las mujeres. Sin embargo, en varias partes del mundo, una vez casadas, las mujeres tienen muy pocas posibilidades de dejar a un marido violento: obtener el divorcio es muy difícil en muchas jurisdicciones debido a la necesidad de probar la falta en los tribunales; al intentar una separación de facto (alejarse del hogar conyugal) tampoco es posible debido a las leyes que lo impiden. Por ejemplo, en Afganistán, una esposa que abandona su hogar conyugal corre el riesgo de ser encarcelada por "huir". Además, muchas antiguas colonias británicas, incluida la India, mantienen el concepto de restitución de los derechos conyugales, según el cual el tribunal puede ordenar a una esposa que regrese con su marido; si no lo hace, puede ser detenida por desacato al tribunal. Otros problemas tienen que ver con el pago del precio de la novia: si la esposa quiere irse, su marido puede exigir el precio de la novia que le pagó a la familia de la mujer; y la familia de la mujer a menudo no puede o no quiere devolverlo.
Las leyes, los reglamentos y las tradiciones relacionadas con el matrimonio continúan discriminando a las mujeres en muchas partes del mundo y contribuyen al maltrato de las mujeres, en particular en áreas relacionadas con la violencia sexual y la autodeterminación con respecto a la sexualidad, no respetar esta última ahora también se reconoce como una violación a los derechos de las mujeres. En 2012, Navi Pillay, entonces Alta Comisionada para los Derechos Humanos, declaró que:

Con frecuencia, las mujeres son tratadas como propiedad, se venden al matrimonio, a la trata, a la esclavitud sexual. La violencia contra las mujeres a menudo toma la forma de violencia sexual. Las víctimas de tal violencia a menudo son acusadas de promiscuidad y son responsabilizadas por su destino, mientras que las mujeres infértiles son rechazadas por sus maridos, familias y comunidades. En muchos países, las mujeres casadas no pueden negarse a tener relaciones sexuales con sus maridos, y a menudo no tienen voz en si usan anticonceptivos...Garantizar que las mujeres tengan plena autonomía sobre sus cuerpos es el primer paso crucial hacia el logro de la igualdad sustantiva entre mujeres y hombres. Las cuestiones personales, como cuándo, cómo y con quién eligen tener relaciones sexuales, y cuándo, cómo y con quién eligen tener hijos, son el corazón de una vida digna.

### Sufragio y política

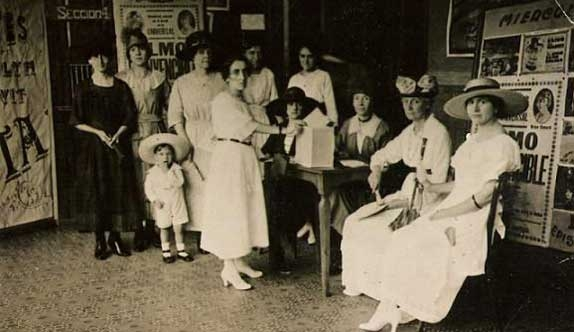
Primera votación de mujeres argentinas. Simulacro de sufragio femenino realizado en Buenos Aires, organizado por Julieta Lanteri, Alicia Moreau, Elvira Rawson y otras compañeras, al cual acudieron más de 4000 porteñas (1920)

El género se ha utilizado, a veces, como una herramienta para la discriminación contra las mujeres en la esfera política. El sufragio femenino no se logró hasta 1893, cuando Nueva Zelanda fue el primer país en otorgar a las mujeres el derecho al voto. Arabia Saudita fue el país más reciente, en agosto de 2015, para extender el derecho al voto a las mujeres en 2011. Algunos países occidentales permitieron a las mujeres el derecho a votar solo relativamente recientemente: las mujeres suizas obtuvieron el derecho al voto en las elecciones federales de 1971, y Appenzell Rodas se convirtió en el último cantón en otorgar a las mujeres el derecho al voto en asuntos locales (en 1991, cuando el Tribunal Supremo Federal de Suiza lo obligó a hacerlo). Las mujeres francesas obtuvieron el derecho al voto en 1944. En Grecia, las mujeres obtuvieron el derecho al voto en 1952. En Liechtenstein, las mujeres obtuvieron el derecho al voto en 1984, mediante el referéndum sobre el sufragio femenino que se hizo ese año. En América Latina, el reconocimiento de la mujer como ciudadana se estableció primero en Ecuador en 1929, seguido de Chile y Uruguay en 1931.
Si bien casi todas las mujeres de hoy tienen derecho a votar, aún se puede avanzar en la política de las mujeres. Los estudios han demostrado que en varias democracias, incluidas Australia, Canadá y los Estados Unidos, las mujeres siguen siendo representadas utilizando estereotipos de género en la prensa. Múltiples autores han demostrado que las diferencias de género en los medios son menos evidentes hoy de lo que solían ser en la década de 1980, pero aun así están presentes. Ciertas cuestiones (por ejemplo, educación) probablemente estén relacionadas con candidatas, mientras que otras cuestiones (por ejemplo, impuestos) probablemente estén relacionadas con candidatos masculinos. Además, hay más énfasis en las cualidades personales de las candidatas, como su apariencia y su personalidad, ya que las mujeres son retratadas como emocionales y dependientes.
El sexismo en la política también se puede mostrar en el desequilibrio del poder para hacer leyes entre hombres y mujeres. Lanyan Chen afirmó que los hombres tienen más poder político que las mujeres, y que actúan como guardianes de la formulación de políticas. Es posible que esto conduzca a que las necesidades de las mujeres no estén representadas adecuadamente. En este sentido, la desigualdad del poder legislativo también causa la discriminación de género en la política. La proporción de mujeres y hombres en las legislaturas se usa como una medida de igualdad de género en las ONU creó el Índice de potenciación de género y su encarnación más nueva del Índice de desigualdad de género.

### Museos
En el Museo Pitt Rivers, no se exhibe una máscara africana Igbo, porque entre los aborígenes Igbo se discrimina a las mujeres prohibiéndoseles verla; el museo conserva y promueve dicho primitivo prejuicio, ocultándosela a los visitantes.  La historiadora feminista Ruth Millington denunció al museo, alegando que las mujeres deberían tener el derecho de ver lo que les dé la gana. David Abulafia, cuestionando al museo porqué no permite a las mujeres ver la máscara, comentó que se trata de censura.

## Estereotipos de género

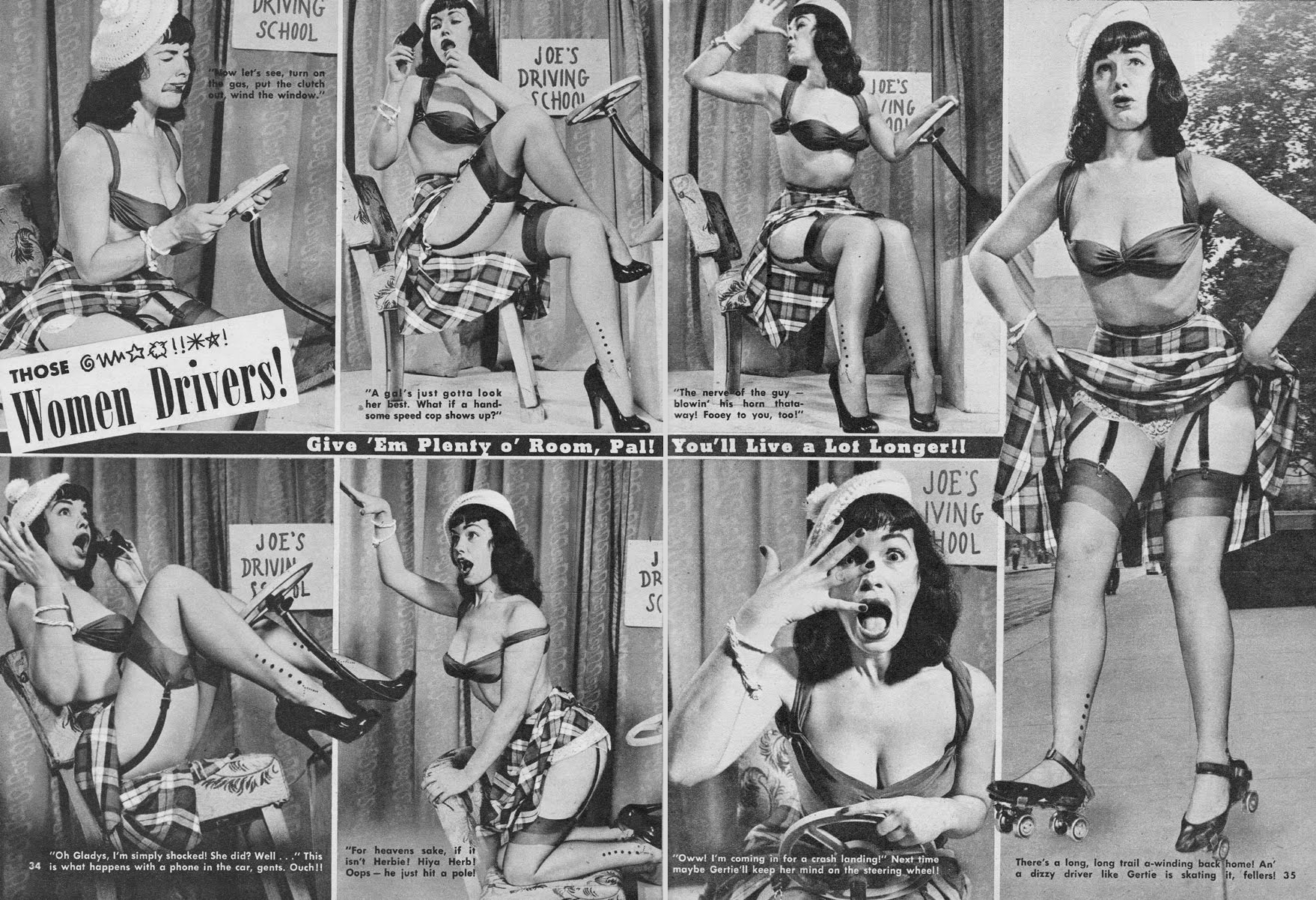
Bettie Page representa los estereotipos sobre las mujeres conductoras (1952)

Los estereotipos de género son creencias ampliamente aceptadas sobre las características y el comportamiento de mujeres y hombres. Los estudios empíricos han encontrado creencias culturales ampliamente compartidas de que los hombres son más valorados socialmente y más competentes que las mujeres en una serie de actividades. Dustin B. Thoman y otros (2008) plantean la hipótesis de que "[l]a prominencia sociocultural de la capacidad frente a otros componentes del estereotipo de género y matemática puede afectar a las mujeres que persiguen las matemáticas". Mediante un experimento que compara los resultados matemáticos de las mujeres bajo dos diversos componentes de estereotipos de género y matemática, que son la habilidad de las matemáticas y el esfuerzo en matemáticas respectivamente. Thoman y otros encontraron que el rendimiento matemático de las mujeres es más probable que se vea afectado por el estereotipo de habilidades negativas, que está influenciado por creencias socioculturales en los Estados Unidos, en lugar del componente de esfuerzo. Como resultado de este experimento y las creencias socioculturales en los Estados Unidos, Thoman y otros concluyeron que los resultados académicos de los individuos pueden verse afectados por el componente estereotipado de género-matemática que está influenciado por las creencias socioculturales.

## Lenguaje
El sexismo en el lenguaje existe cuando el lenguaje devalúa a los miembros de un cierto género. El lenguaje sexista, en muchos casos, promueve la superioridad masculina. El sexismo en el lenguaje afecta la conciencia, las percepciones de la realidad, la codificación y la transmisión de los significados culturales y la socialización. Los investigadores han señalado la regla semántica en funcionamiento en el lenguaje del hombre como norma general. Esto resulta en sexismo cuando el hombre se convierte en el estándar y aquellos que no son hombres son relegados al inferior. El sexismo en el lenguaje se considera una forma de sexismo indirecto, ya que no siempre es abierto.
Ejemplos incluyen:
- El uso de términos masculinos genéricos para hacer referencia a un grupo de género mixto.
- El uso del pronombre masculino singular como el predeterminado para referirse a una persona de género desconocido.
- El uso de marcadores de género innecesarios que implican por ejemplo que ciertas profesiones son por defecto de un género.

### Lenguaje sexista y de género neutro
Varios movimientos feministas en el siglo XX, desde el feminismo liberal y el feminismo radical, también incluidos el feminismo posmoderno y la teoría queer, todos han considerado el lenguaje en su teorización. La mayoría de estas teorías han mantenido una postura crítica sobre el lenguaje que exige un cambio en la forma en que los hablantes usan su lenguaje.
Una de las llamadas más comunes es para el lenguaje neutral de género. En el caso del idioma inglés no es intrínsecamente sexista en su sistema lingüístico, sino que la manera en que se usa se convierte en lenguaje sexista y neutro en términos de género. Al mismo tiempo, otras críticas opuestas al sexismo en el lenguaje con explicaciones de que el lenguaje es descriptivo, más que prescriptivo, e intenta controlarlo, puede ser infructuoso.
Las lenguas romances como el francés y el español pueden verse como un reforzamiento del sexismo, en el sentido de que la forma masculina es la forma predeterminada. La palabra "mademoiselle", que significa "señorita", fue declarada desterrada de las formas administrativas francesas en 2012 por el primer ministro François Fillon. La presión actual requiere el uso del pronombre masculino plural como el predeterminado en un grupo de sexo mixto para cambiar. En cuanto al español, el Ministerio del Interior de México publicó una guía sobre cómo reducir el uso del lenguaje sexista.
Los hablantes de alemán también han planteado preguntas sobre cómo el sexismo se cruza con la gramática. El idioma alemán está muy flexionado por género, número y caso; casi todos los sustantivos que denotan las ocupaciones o los estados de los seres humanos están diferenciados por género. Para construcciones más neutras en términos de género, a veces se usan sustantivos de gerundio, ya que esto elimina por completo la distinción de género gramatical en plural, y la reduce significativamente en singular.
En el caso del idioma chino, algunos escritores han señalado el sexismo inherente a la estructura de los caracteres escritos. Por ejemplo, el carácter para el hombre está vinculado a las cualidades positivas, como el coraje y el efecto, mientras que el carácter para la esposa se compone de una parte femenina y una escoba, considerada de bajo valor.

#### Términos peyorativos específicos de género
Los términos peyorativos específicos de género intimidan o lastiman a otra persona debido a su género. El sexismo se puede expresar en el lenguaje con implicaciones negativas orientadas al género, como la condescendencia. Por ejemplo, uno puede referirse a una mujer como una "niña" en lugar de una "mujer", lo que implica que están subordinados o no están completamente maduras. Otros ejemplos incluyen lenguaje obsceno. Algunas palabras son ofensivas para las personas transgénero, como "transexual", "she-male" (ella-varón, en inglés) o "he-she" (él-ella en inglés). El mal uso intencional (asignar el género equivocado a alguien) y el pronombre "eso" también se consideran peyorativos.

## Sexismo ocupacional
El sexismo laboral se refiere a las prácticas, declaraciones o acciones discriminatorias, basadas en el sexo de una persona, que ocurren en el lugar de trabajo. Una forma de sexismo ocupacional es la discriminación salarial. En 2008, la Organización para la Cooperación y el Desarrollo Económicos (OCDE) descubrió que si bien las tasas de empleo femenino se han expandido y el empleo de género y las brechas salariales se han reducido en casi todas partes, en promedio las mujeres tienen un 20% menos de posibilidades de tener un trabajo y reciben 17% menos que los hombres. El informe decía:

[En] muchos países, la discriminación en el mercado de trabajo, es decir, el trato desigual de individuos igualmente productivos solo porque pertenecen a un grupo específico-sigue siendo un factor crucial que infla las disparidades en el empleo y la calidad de las oportunidades de trabajo [...] La evidencia presentada en esta edición de Employment Outlook sugiere que alrededor del 8 por ciento de la variación en las brechas de empleo de género y el 30 por ciento de la variación en las brechas salariales de género en los países de la OCDE se puede explicar por las prácticas discriminatorias en el mercado laboral.

También descubrió que a pesar del hecho de que casi todos los países de la OCDE, incluido Estados Unidos, han establecido leyes contra la discriminación, estas leyes son difíciles de aplicar.
Las mujeres que ingresan a grupos de trabajo predominantemente masculinos pueden experimentar las consecuencias negativas del tokenismo: presiones de desempeño, aislamiento social y encapsulación de roles. El tokenismo podría usarse para camuflar el sexismo, para preservar la ventaja del trabajador masculino en el lugar de trabajo. No existe un vínculo entre la proporción de mujeres que trabajan en una organización / empresa y la mejora de sus condiciones de trabajo. Ignorar las cuestiones sexistas puede exacerbar los problemas ocupacionales de las mujeres.
En la Encuesta Mundial de Valores de 2005, se preguntó a los encuestados si pensaban que el trabajo asalariado debería restringirse solo a los hombres. En Islandia, el porcentaje acordado fue del 3,6%, mientras que en Egipto fue del 94,9%.

### Brecha en la contratación
La investigación ha demostrado repetidamente que las madres en los Estados Unidos tienen menos probabilidades de ser contratadas que los padres igualmente calificados y, si son contratados, reciben un salario más bajo que los solicitantes hombres con hijos.
Un estudio encontró que las candidatas fueron favorecidas; sin embargo, sus resultados han sido recibidos con escepticismo de otros investigadores, ya que contradice la mayoría de los otros estudios sobre el tema. Joan C. Williams, un distinguido profesor de la Facultad de Derecho Hastings de la Universidad de California, planteó problemas con su metodología, señalando que las candidatas ficticias que utilizaba estaban inusualmente bien calificadas. Los estudios que utilizan estudiantes de posgrado más moderadamente calificados han encontrado que los estudiantes varones son mucho más propensos a ser contratados, se les ofrecen mejores salarios y se les ofrece tutoría.
En Europa, los estudios basados en experimentos de campo en el mercado laboral, proporcionan evidencia de que no hay niveles severos de discriminación basados en el género femenino. Sin embargo, el trato desigual aún se mide en situaciones particulares, por ejemplo, cuando los candidatos solicitan puestos en un nivel funcional más alto en Bélgica, cuando se postulan a sus edades fértiles en Francia, y cuando solicitan ocupaciones dominadas por hombres en Austria.
Datos de la Comisión Económica para América Latina y el Caribe (CEPAL) indican que hay una brecha importante entre hombres y mujeres en todos los países de América Latina, dicha brecha es alta en Argentina, Bolivia, Honduras, Venezuela y México. En Argentina por ejemplo, un estudio hecho por la consultora global Mercer mostró la diferencia de contratados hombre y mujeres. En los puestos de director hay, en promedio, un 83% de hombres y un 17% de mujeres y esta brecha se profundiza en empleos menos calificados. En trabajos de menor estatus tienen una proporción más pareja la cantidad de hombres y mujeres, aunque no dejan de ser siempre más hombres que mujeres en todo los empleos. Un ejemplo es el trabajo de analista que en la Argentina es llevado a cabo por 44% de mujeres y 56% hombres.

### Diferencia salarial de género
La brecha salarial entre hombres y mujeres comienza con el mismo surgimiento de la revolución industrial y el capitalismo. A la hora de realizar el trabajo, Marx explica en El Capital que desde sus orígenes adquiere personas que total o parcialmente se encuentren en estado de minoridad como lo estaban las mujeres en Europa desde las revoluciones burguesas hasta bien entrado el siglo XX.
Durante el siglo XIX eso significó optar por contratar mujeres y niños ya que la máquina había reemplazado a la fuerza humana. Se inclinaron a contratar una fuerza de trabajo “femenino” si este podía reducir el costo de la fuerza de trabajo en función de una supuesta debilidad física o condicionamiento perjudicial por la maternidad.
Los estudios han concluido que, en promedio, las mujeres ganan salarios más bajos que los hombres en todo el mundo. Eurostat encontró una brecha salarial media, persistente y de género del 27.5% en los 27 Estados miembros de la UE en 2008. De manera similar, la OCDE encontró que las empleadas a tiempo completo ganaban un 27% menos que sus contrapartes masculinas en los países de la OCDE en 2009.
En los Estados Unidos, la relación de ganancias de mujeres a hombres fue de 0,77 en 2009; las trabajadoras femeninas de tiempo completo, todo el año (abreviado como FTYR en inglés) ganaron 77% tanto como los trabajadores FTYR masculinos. Las ganancias de las mujeres en relación con los hombres disminuyeron de 1960 a 1980 (56.7-54.2%), aumentaron rápidamente de 1980 a 1990 (54.2-67.6%), se estabilizaron de 1990 a 2000 (67.6-71.2%) y aumentaron de 2000 a 2009 (71.2 -77.0%). Cuando se aprobó la primera Ley de Igualdad de Salario de 1963, las trabajadoras a tiempo completo ganaban un 48,9% tanto como los trabajadores varones de tiempo completo.
Investigaciones realizadas en la República Checa y Eslovaquia muestran que, incluso después de que los gobiernos promulgaran leyes antidiscriminatorias, dos tercios de la brecha de género en los salarios seguían sin explicación y la segregación continuaba "representando una fuente importante de la brecha".
La brecha de género también puede variar a través de la ocupación y dentro de la ocupación. En Taiwán, por ejemplo, los estudios muestran cómo la mayor parte de las discrepancias salariales de género ocurren dentro de la ocupación. En Rusia, la investigación muestra que la brecha salarial de género se distribuye de manera desigual a través de los niveles de ingresos, y que se produce principalmente en el extremo inferior de la distribución del ingreso. La investigación también encontró que "los atrasos salariales y el pago en especie atenuaron la discriminación salarial, particularmente entre los trabajadores peor pagados, lo que sugiere que los gerentes de empresas rusos asignaron la menor importancia a las consideraciones de equidad al asignar estas formas de pago".
La brecha de género también puede variar en relación con la formación requerida. En Argentina la consultora global Mercer reveló datos sobre el porcentaje que ganan las mujeres con respecto al sueldo de los hombres en las compañías de ese país y descubrió información muy valiosa: cuanto más calificados son los trabajos más aumenta la brecha en Argentina. En los empleos que requieren capacitación técnica las mujeres reciben el 82% de salario de los hombres, en los empleos del ámbito operativo el 80,8%, en los empleos del ámbito profesional el 74,2% y en las labores no calificadas es el único caso donde su salario es mayor al de los hombres, este es 64,6% mayor.
La brecha salarial de género se ha atribuido a diferencias en las características personales y laborales entre hombres y mujeres (educación, horas trabajadas y ocupación), diferencias innatas conductuales y biológicas entre hombres y mujeres y discriminación en el mercado laboral (como los estereotipos de género y sesgo del cliente y del empleador). Las mujeres actualmente toman significativamente más tiempo libre para criar a sus hijos que los hombres. En ciertos países como Corea del Sur, también ha sido una práctica establecida desde hace mucho tiempo de despedir a las trabajadoras al contraer matrimonio. Un estudio de la profesora Linda Babcock en su libro Women Do not Ask muestra que los hombres tienen ocho veces más probabilidades de solicitar un aumento salarial, lo que sugiere que la desigualdad salarial puede ser en parte resultado de las diferencias de comportamiento entre los sexos. Sin embargo, los estudios generalmente encuentran que una porción de la brecha salarial de género permanece sin explicación después de considerar los factores que se supone que influyen en las ganancias; la porción inexplicada de la brecha salarial se atribuye a la discriminación de género.
Las estimaciones del componente discriminatorio de la brecha salarial de género varían. La OCDE estimó que aproximadamente el 30% de la brecha salarial de género en los países de la OCDE se debe a la discriminación. La investigación australiana muestra que la discriminación representa aproximadamente el 60% de la diferencia salarial entre hombres y mujeres. Los estudios que examinan la brecha salarial de género en los Estados Unidos muestran que una gran parte de la diferencia salarial sigue sin explicarse, después de controlar los factores que afectan la remuneración. Un estudio de graduados universitarios encontró que la porción de la brecha salarial no explicada después de que se tengan en cuenta todos los demás factores es del 5% un año después de graduarse y del 12% una década después de la graduación. Un estudio de la Asociación Estadounidense de Mujeres Universitarias descubrió que las mujeres graduadas en los Estados Unidos reciben un salario menor que los hombres que realizan el mismo trabajo y se especializan en el mismo campo.
Investigaciones en la Universidad de Cornell y en otros lugares indica que las madres en los Estados Unidos tienen menos probabilidades de ser contratadas que los padres igualmente calificados y, si son contratados, reciben un salario menor que los solicitantes hombres con hijos. La OCDE encontró que "un impacto significativo de los hijos en el pago de las mujeres se encuentra generalmente en el Reino Unido y los Estados Unidos". Los padres ganan $ 7,500 más, en promedio, que los hombres sin hijos.
Hay investigaciones que sugieren que la brecha salarial de género conduce a grandes pérdidas para la economía en general.

### Efecto techo de cristal
"La noción popular de los efectos de techo de cristal implica que las desventajas de género (u otras) son más fuertes en la parte superior de la jerarquía que en los niveles inferiores y que estas desventajas empeorarán más adelante en la carrera de una persona."
En los Estados Unidos, las mujeres representan el 52% de la fuerza de trabajo total, pero solo representan el 3% de los directores generales corporativos y altos ejecutivos. Algunos investigadores ven la causa raíz de esta situación en la discriminación tácita basada en el género, realizada por altos ejecutivos y directores corporativos actuales (principalmente hombres), así como "la ausencia histórica de mujeres en los puestos más altos", que "puede llevar a la histéresis" , impidiendo que las mujeres accedan a redes profesionales poderosas, dominadas por hombres, o mentores del mismo sexo". El efecto de techo de vidrio se observa como especialmente persistente para las mujeres de color (según un informe, "las mujeres de color perciben un 'techo de hormigón' y no simplemente un techo de cristal").
En la profesión de economía, se ha observado que las mujeres están más inclinadas que los hombres a dedicar su tiempo a la enseñanza y el servicio. Dado que el trabajo de investigación continuo es crucial para la promoción, "el efecto acumulativo de las diferencias pequeñas y contemporáneas en la orientación de la investigación podría generar la diferencia de género significativa observada en la promoción". En la industria de alta tecnología, la investigación muestra que, independientemente de los cambios dentro de la empresa, "las presiones extraorganizacionales probablemente contribuirán a la estratificación continua de género a medida que las empresas mejoran, lo que lleva a la potencial masculinización del trabajo de alta tecnología calificado".
Las Naciones Unidas afirman que "el progreso en llevar a las mujeres a puestos de liderazgo y toma de decisiones en todo el mundo sigue siendo demasiado lento".
La investigación de David Matsa y Amalia Miller sugiere que una posible solución para el techo de cristal podría ser aumentar el número de mujeres en las juntas directivas corporativas, lo que posteriormente podría conducir a un aumento en el número de mujeres que trabajan en puestos de alta dirección. La misma investigación sugiere que esto también podría dar como resultado un "ciclo de retroalimentación en el que la presencia de más mujeres directivas aumenta el grupo calificado de posibles miembros del consejo femenino (para las empresas que administran, así como otras empresas), lo que lleva a una mayor membresía y luego aumentos adicionales en mujeres ejecutivas ".

### Trabajo doméstico
El trabajo doméstico, históricamente realizado por mujeres, ha sido clave en la reproducción de la sociedad cubriendo parte del trabajo necesario para la vida. Para analizar el rol del trabajo doméstico en la sociedad capitalista Jesús Albarracín en El trabajo doméstico y la ley del valor distingue los diferentes componentes que tiene el trabajo en esta sociedad para caracterizar este tipo particular.
Por un lado, está el trabajo socialmente necesario para la producción y reproducción de la vida en sociedad. Por el otro, está el trabajo que cubre la producción excedente apropiada de forma privada por los propietarios de los medios de producción. El trabajo doméstico, muchas veces invisibilizado sin mediciones estadísticas, es parte fundamental del trabajo socialmente necesario. Esto indica que hay un trabajo productivo, en tanto tiene valor de uso, pero que en los casos en que es realizado en el ámbito familiar no tiene valor de cambio porque no es mercantilizado.
El trabajo doméstico de la mujer en el hogar familiar, aunque no es una relación de explotación económica capitalista, si es una situación de opresión ya que la familia nuclear, donde se resuelve de forma privada la reproducción de la vida, opera como la institución que garantiza esa opresión mediante la división de ese trabajo en función del sexo. La mujer cubre una parte del trabajo necesario para la subsistencia de toda la familia sin estar cubierto en el salario obrero cuando este debería cubrir todo el costo de la producción y reproducción de la familia obrera. El salario del trabajo asalariado es para el mantenimiento de toda la familia, pero no hay una parte del mismo que sea la retribución del trabajo doméstico del ama de casa. Es decir que el trabajo doméstico es gratuito y contribuye al aumento de la plusvalía de modo indirecto, influye en el nivel de la plusvalía global ya que mantiene el capital variable a un nivel más bajo del que corresponde con el nivel de vida efectivo de los trabajadores. La mujer trabajadora en la sociedad moderna capitalista sufre entonces una doble opresión, como trabajadora en el ámbito de la producción de excedente y como mujer en el ámbito doméstico.

### Sexismo basado en el peso
Un estudio de 2009 encontró que el sobrepeso perjudica el avance de la carrera de las mujeres, pero no presenta una barrera para los hombres. Las mujeres con sobrepeso estaban significativamente subrepresentadas entre los jefes de las empresas, lo que representa entre el 5% y el 22% de las mujeres CEO. Sin embargo, la proporción de CEOs con sobrepeso fue de entre 45% y 61%, representando en exceso a los hombres con sobrepeso. Por otro lado, aproximadamente el 5% de los CEOs eran obesos entre ambos sexos. El autor del estudio afirmó que los resultados sugieren que el efecto del techo de cristal en el avance de las mujeres puede reflejar no solo estereotipos negativos generales sobre las competencias de las mujeres, sino también sesgo de peso que resulta en la aplicación de estándares de apariencia más estrictos a las mujeres."
Estos prejuicios han conducido a que el término «gorda» sea visto como un insulto hacia las mujeres con sobrepeso y/u obesidad, lo que conlleva a utilizar coloquialmente eufemismos a veces un poco irónicos como por ejemplo «con exceso de belleza» u otros términos similares.
Sexismo en el deporte
El deporte es uno de los contextos sociales donde la separación sexual binaria y la segregación y el etiquetado de las mujeres y disidencias sexuales, como “seres inferiores” se consideran socialmente aceptables. Las mujeres en el deporte han sido relegadas a la categoría de sexo subordinado, siendo estereotipadas, desvalorizadas e invisibilizadas de los medios de comunicación masivos.
La actividad físico-deportiva, establece “normas” que aseguran la transmisión de valores propios de cada cultura a sus nuevas generaciones, siendo permeable para el desarrollo de ideales hegemónicos ideales fundamentados de una sociedad patriarcal.
La antigua Grecia y las Olimpiadas fueron un referente transcendental para el surgimiento de los deportes modernos, sin embargo, eran de exclusividad para los hombres libres y pudientes, las mujeres no podían asistir de espectadoras ni tampoco participar haciendo deporte. Con el transcurso del tiempo, esta ideología se estableció en los inicios de los Juegos Olímpicos impulsados por el Barón Pierre de Coubertin. Coubertin menospreció la participación femenina en los deportes por considerar una práctica antiestética e inadecuada para las mujeres la función de la mujer para Coubertin era premiar a los vencedores.
Con el paso del tiempo la mujer ha ganado espacio en el deporte, una precursora fundamental fue Alice Milliat, asimismo, deportistas que se enfrentaron al rechazo y la misoginia como Katherine Switzer la primera maratonista que derrotó al machismo en la Maratón de Bostón de 1967.

### Discriminación transgénero en el trabajo
Las personas transgénero también sufren discriminación y acoso significativos en el lugar de trabajo. A diferencia de la discriminación basada en el sexo, negarse a contratar (o despedir) a un trabajador por su identidad o expresión de género no es explícitamente ilegal en la mayoría de los estados de EE. UU. En la provincia de Buenos Aires (Argentina) existe la ley 14.783 de cupo trans, que establece que el sector público está obligado a ocupar personas travestis, transexuales y transgénero “que reúnan condiciones de idoneidad para el cargo, en una proporción no inferior al 1% de la totalidad de su personal”; sin embargo la misma no se cumple.
En agosto de 1995, Kimberly Nixon presentó una denuncia ante el Tribunal de Derechos Humanos de Columbia Británica contra Vancouver Rape Relief & Women's Shelter. Nixon, una mujer trans, había estado interesada en ser voluntaria como consejera del refugio. Cuando el refugio se enteró de que era transexual, le dijeron a Nixon que no se le permitiría ser voluntaria de la organización. Nixon argumentó que esto constituía discriminación ilegal bajo la Sección 41 del Código de Derechos Humanos de la Columbia Británica. Vancouver Rape Relief respondió que las personas se ven influenciadas por la socialización y las experiencias de sus años formativos, y que Nixon había sido socializado como un hombre que crecía, y que, por lo tanto, Nixon no podría proporcionar consejería suficientemente efectiva a las mujeres nacidas que el refugio sirvió.

## Sexismo digital
Véase Desinformación de género

## Cosificación
En filosofía social, la objetivación es el acto de tratar a una persona como un objeto o cosa. La cosificación juega un papel central en la teoría feminista, especialmente en la cosificación sexual. La escritora feminista y activista por la igualdad de género Joy Goh-Mah argumenta que al ser cosificada, a una persona se le niega la agencia. Según la filósofa Martha Nussbaum, una persona puede ser cosificada si se le aplican una o más de las siguientes propiedades:
1. Instrumentalidad: tratar el objeto como una herramienta para los propósitos de otro: "El objetivador trata al objeto como una herramienta para sus propósitos".
2. negación de la autonomía: tratar el objeto como carente de autonomía o autodeterminación: "El objetivador trata al objeto como carente de autonomía y autodeterminación".
3. inerte: tratar el objeto como carente de agencia o actividad: "El objetivador trata el objeto como carente de agencia, y quizás también de actividad".
4. Fungibilidad: trata el objeto como intercambiable con otros objetos: "El objetivador trata el objeto como intercambiable (a) con otros objetos del mismo tipo, y / o (b) con objetos de otros tipos".
5. violabilidad: tratar el objeto como carente de integridad de límite y violable: "El objetivador trata el objeto como carente de integridad de límite, como algo que está permitido romper, romper, romper".
6. propiedad: trata el objeto como si fuera propiedad, comprado o vendido: "El objetivador trata el objeto como algo que es propiedad de otro, puede comprarse o venderse, etc."
7. negación de la subjetividad: tratar el objeto como si no hubiera necesidad de preocuparse por sus experiencias o sentimientos: "El objetivador trata al objeto como algo cuya experiencia y sentimientos (si los hay) no necesitan tenerse en cuenta".[159][162][163]
8. reducción al cuerpo: el tratamiento de una persona identificada con su cuerpo o partes del cuerpo.
9. reducción a la apariencia: el tratamiento de una persona principalmente en términos de cómo se ven, o cómo aparecen a los sentidos.
10. silenciar: el tratamiento de una persona como si estuvieran en silencio, sin capacidad para hablar.

Según la teoría de la cosificación, la objetivación puede tener importantes repercusiones en las mujeres, especialmente en las mujeres jóvenes, ya que puede afectar negativamente su salud psicológica y conducir al desarrollo de trastornos mentales, como la depresión unipolar, la disfunción sexual y los trastornos alimentarios.

### En publicidad

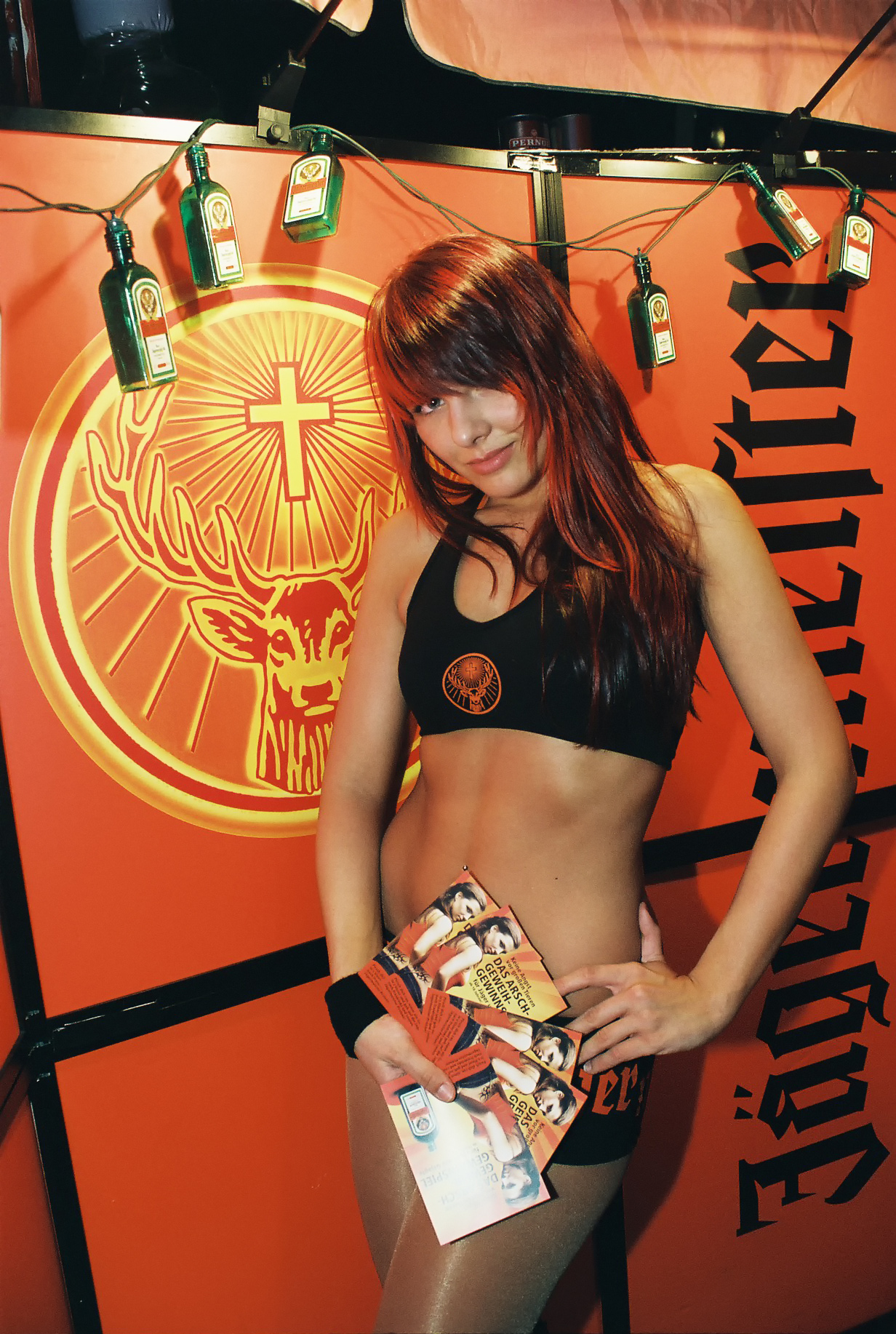
Una modelo promocionando una bebida alcohólica, 2006

Mientras que la publicidad solía retratar a mujeres y hombres en roles estereotípicos (por ejemplo, como ama de casa, sostén de la familia), en los anuncios modernos, ya no se limitan únicamente a sus roles tradicionales. Sin embargo, la publicidad de hoy todavía sigue estereotipando a hombres y mujeres, aunque de maneras más sutiles, incluso objetivándolos sexualmente. Las mujeres son a menudo objetivos del sexismo en la publicidad. Cuando en los anuncios con hombres son filmadas en el fondo de las imágenes, se muestran en poses más "femeninas", y generalmente presentan un mayor grado de "exhibición corporal".

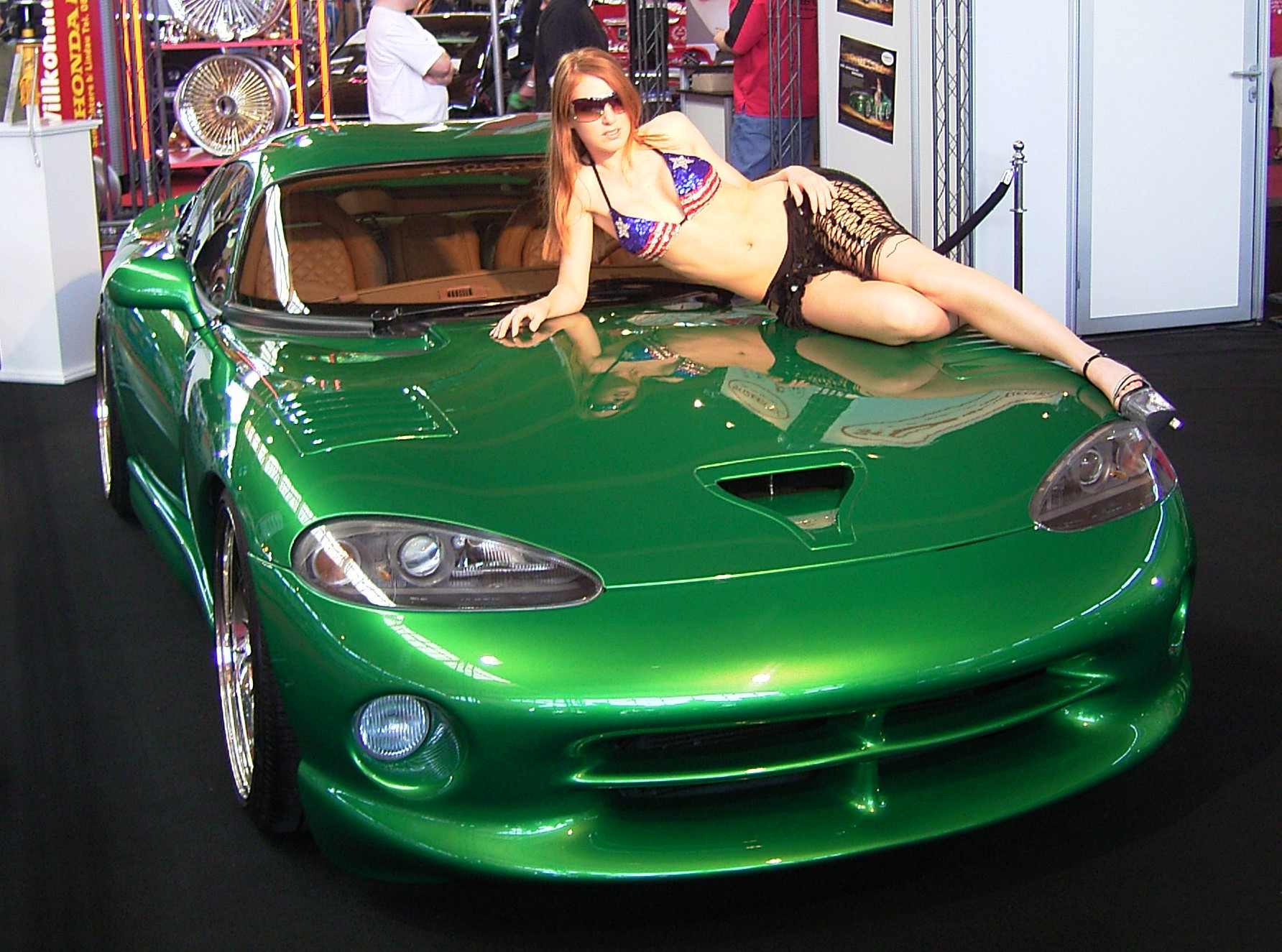
Chica en bikini sobre un coche, 2006

Hoy en día, algunos países (por ejemplo, Noruega y Dinamarca) tienen leyes contra la cosificación sexual en la publicidad. La desnudez no está prohibida (no así la pornografía), y las personas desnudas se pueden utilizar para publicitar un producto si son relevantes para el producto publicitado. Sol Olving, directora del Foro Kreativt de Noruega (una asociación de las principales agencias de publicidad del país) explicó: "Podrías tener una persona desnuda que publicita un gel de baño o una crema, pero no una mujer en bikini envuelta en un automóvil".
Otros países continúan prohibiendo la desnudez (en términos de obscenidad tradicional), pero también hacen referencia explícita a la cosificación sexual, como la prohibición de publicidad en la vía pública de Israel que "representa degradación o humillación sexual, o presenta a un ser humano como un objeto disponible para uso sexual".

### Bromas sexistas
Los chistes sexistas pueden ser una forma de objetivación sexual: "El humor sexista, la denigración de las mujeres a través del humor, por ejemplo, trivializa la discriminación sexual bajo el velo de la diversión benigna, protegiendo de las críticas u oposición que probablemente produciría la comunicación sexista no chistosa"
Un estudio de estudiantes universitarios varones descubrió que "el humor sexista puede promover la expresión conductual de prejuicios contra las mujeres entre los hombres". Según el estudio, cuando el sexismo se presenta de manera humorística, se lo ve como tolerable y socialmente aceptable: "El desagrado de las mujeres a través del humor libera a los participantes sexistas de tener que ajustarse a las normas generales y más restrictivas con respecto a la discriminación contra las mujeres".

## Discriminación de identidad de género
La discriminación de género es discriminación basada en la identidad de género. La identidad de género es "la identidad, apariencia o manierismos relacionados con el género u otras características relacionadas con el género de un individuo, con o sin consideración del sexo designado en el momento del nacimiento". La discriminación de género es teóricamente diferente del sexismo. Mientras que el sexismo es un prejuicio basado en el sexo biológico, la discriminación de género se refiere específicamente a la discriminación hacia las identidades de género, incluidas las personas de tercer género, genderqueer y otras personas identificadas no binarias. Se lo atribuye especialmente a la forma en que se trata a las personas en el lugar de trabajo, y la prohibición de la discriminación basada en la identidad y expresión de género ha surgido como un tema de controversia en el sistema legal estadounidense y otros países.
Según un informe reciente del Servicio de Investigación del Congreso de Estados Unidos, "aunque la mayoría de los tribunales federales para considerar el tema han concluido que la discriminación basada en la identidad de género no es discriminación sexual, ha habido varios tribunales que han llegado a la conclusión opuesta". Hurst afirma que "las cortes a menudo confunden el sexo, el género y la orientación sexual y los confunden de una manera que niega los derechos no solo de gays y lesbianas, sino también de aquellos que no se presentan o actúan de manera tradicionalmente esperado de su sexo".

### Sexismo opuesto
El sexismo opuesto es un término acuñado por la autora transfeminista Julia Serano, que definió el sexismo de oposición como "la creencia de que el hombre y la mujer son categorías rígidas y mutuamente excluyentes". El sexismo opuesto desempeña un papel vital en una serie de normas sociales, como el cissexismo, la heteronormatividad y el sexismo tradicional.
El sexismo oposicionista normaliza la expresión masculina en los varones y la expresión femenina en las mujeres, al mismo tiempo que demoniza la feminidad en los hombres y la masculinidad en las mujeres. Este concepto juega un papel crucial en el apoyo al cissexismo, la norma social que considera a las personas cisgénero como personas naturales y privilegiadas en comparación con las personas transgénero.
La idea de tener dos géneros totalmente opuestos está ligada a la sexualidad a través de lo que la teórica del género Judith Butler llama una "práctica obligatoria de la heterosexualidad". Debido a que el sexismo de oposición está ligado a la heteronormatividad de esta manera, se considera que los no heterosexuales están rompiendo las normas de género.
El concepto de géneros opuestos establece un "precedente peligroso", según Serano, donde "si los hombres son grandes, entonces las mujeres deben ser pequeñas, y si los hombres son fuertes, entonces las mujeres deben ser débiles". Las normas de género binarias y de oposición trabajan juntas para apoyar el "sexismo tradicional", la creencia de que la feminidad es inferior y sirve a la masculinidad. Serano afirma que el sexismo de oposición funciona en conjunto con el "sexismo tradicional". Esto asegura que "aquellos que son masculinos tienen poder sobre aquellos que son femeninos, y que solo aquellos que nacen varones serán vistos como auténticamente masculinos".

### Discriminación transgénero
La discriminación transgénero es discriminación hacia personas cuya identidad de género difiere de las expectativas sociales del sexo biológico con el que nacieron. Las formas de discriminación incluyen, entre otros, documentos de identidad que no reflejan el sexo de una persona, baños públicos segregados por sexo y otras instalaciones, códigos de vestimenta de acuerdo con códigos de género binarios y falta de acceso y existencia de servicios de atención médica adecuados. En una sentencia reciente, la Comisión para la Igualdad de Oportunidades en el Empleo de los Estados Unidos (EEOC) concluyó que la discriminación contra una persona transgénero es discriminación sexual.
La Encuesta Nacional de Discriminación Transgénero (NTDS) 2008-09, un estudio de EE. UU. Realizado por el Centro Nacional para la Igualdad Transgénero y la Fuerza de Tarea Nacional de Homosexuales y Lesbianas en colaboración con la Coalición Nacional Black Justice, que en su momento fue la encuesta más extensa de discriminación transgénero; demostró que las personas transgénero afroamericanas en los Estados Unidos sufren "la combinación de prejuicios contra los transexuales y racismo persistente, estructural e individual" y que "las personas negras transgénero viven en pobreza extrema que es más del doble de la tasa de personas transgénero todas las razas (15%), cuatro veces la tasa general de población negra 9% y más de ocho veces la tasa general de población de los EE. UU.(4%)". Las personas no conformes con el género, ya sea en transición o no, enfrentan discriminación adicional debido al alejamiento de las normas sociales binarias y por la estigmatización visible. Según el NTDS, las personas transgénero no conformes con el género (TGNC) se enfrentan entre un 8% y un 15% de altas tasas de auto discriminación social y violencia que las personas transgénero binarias. Lisa R. Miller y Eric Anthony Grollman encontraron en su estudio de 2015 que "la inconformidad de género puede aumentar la exposición de las personas trans a la discriminación y las conductas dañinas. Los adultos trans no conformistas de género reportaron más eventos de discriminación transfóbica cotidiana que sus contrapartes de género". En otro estudio realizado en colaboración con la Liga de Ciudadanos Latinoamericanos Unidos, las personas transgénero latinas que no eran ciudadanos eran más vulnerables al acoso, el abuso y la violencia.

## Ejemplos

### Violencia de género

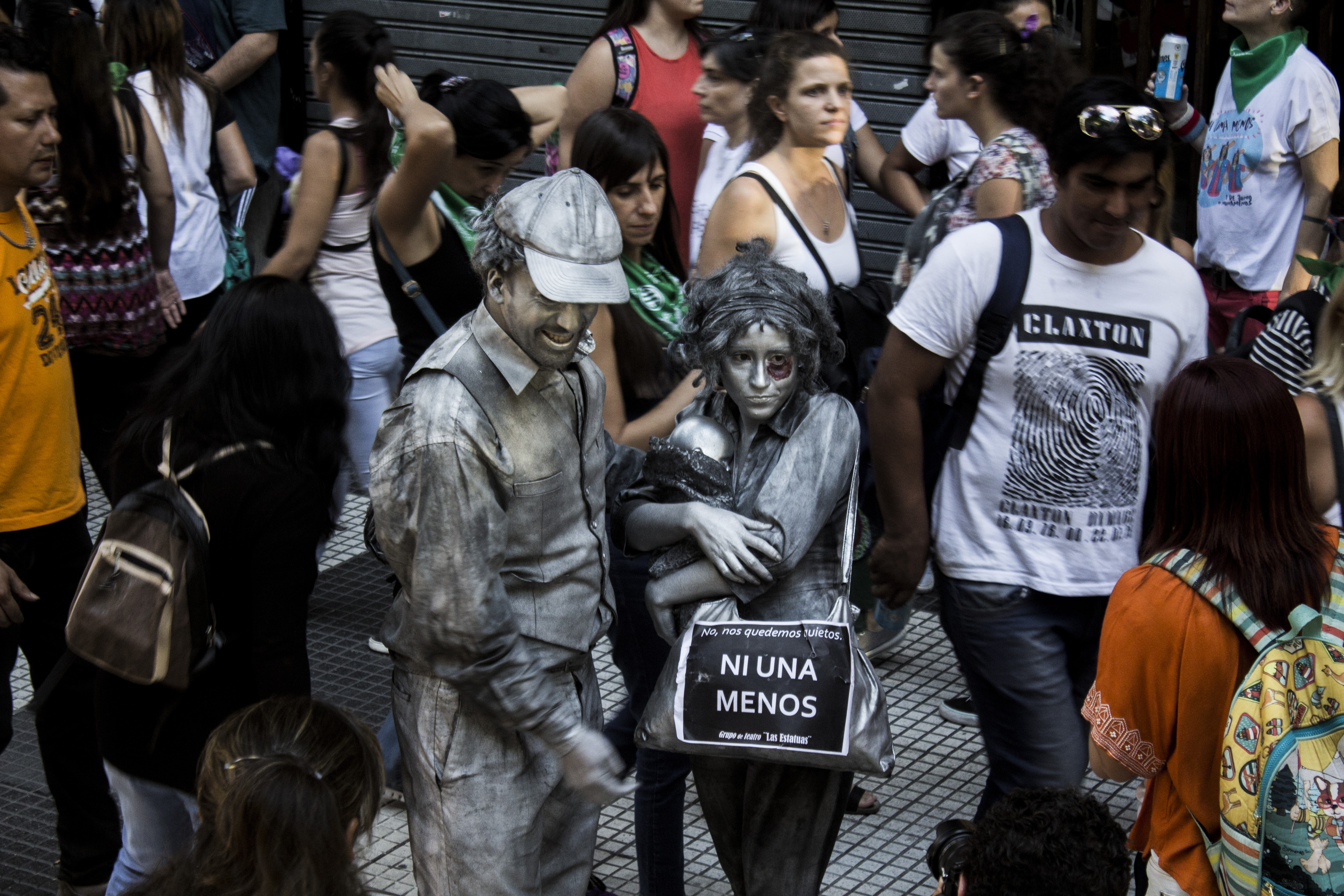
Performance durante el paro internacional de mujeres en denuncia de la violencia doméstica (2018)

Aunque las tasas exactas son ampliamente controvertidas, existe un gran cuerpo de evidencia transcultural de que las mujeres son sometidas a violencia doméstica principalmente cometida por hombres. Además, existe un amplio consenso de que las mujeres son más frecuentemente sometidas a formas graves de abuso y que son más propensas a ser lastimadas por una pareja abusiva. Las Naciones Unidas reconocen la violencia doméstica como una forma de violencia de género, que describe como una violación de los derechos humanos, y el resultado del sexismo.
La violencia doméstica es tolerada e incluso legalmente aceptada en muchas partes del mundo. Por ejemplo, en 2010, el Tribunal Supremo de los Emiratos Árabes Unidos (EAU) dictaminó que un hombre tiene derecho a disciplinar físicamente a su esposa e hijos si no deja marcas visibles. En 2015, Igualdad Ya llamó la atención sobre una sección del Código Penal del norte de Nigeria, titulada Corrección de niño, alumno, siervo o esposa que dice: "(1) Nada es una ofensa que no equivale a infligir daño grave a ninguna persona. personas que son hechas: (...) (d) por un esposo con el propósito de corregir a su esposa, estando ambos esposos sujetos a cualquier ley o costumbre nativa en la cual dicha corrección sea reconocida como legal ".
Los llamados asesinatos de honor son otra forma de violencia doméstica practicada en varias partes del mundo, y sus víctimas son predominantemente mujeres. Los homicidios de honor pueden ocurrir debido a la negativa a celebrar un matrimonio arreglado, mantener una relación que los familiares desaprueban, el sexo extramatrimonial, convertirse en víctima de violación, vestirse como inapropiado o ser homosexual. La Oficina de las Naciones Unidas contra la Droga y el Delito afirma que "los crímenes de honor, incluido el homicidio, son una de las formas más antiguas de violencia de género de la historia".
Según un informe del Relator Especial presentado a la 58.ª sesión de la Comisión de Derechos Humanos de las Naciones Unidas sobre las prácticas culturales en la familia que reflejan la violencia contra la mujer:

El Relator Especial indicó que había habido decisiones contradictorias con respecto a la defensa del honor en Brasil, y que las disposiciones legislativas que permitían una defensa parcial o completa en ese contexto se podían encontrar en los códigos penales de Argentina, Ecuador, Egipto, Guatemala, Irán, Israel, Jordania, Perú, Siria, Venezuela y la Autoridad Nacional Palestina.

Prácticas como los asesinatos por honor y la lapidación siguen siendo respaldados por los principales políticos y otros funcionarios en algunos países. En Pakistán, después de los asesinatos de Balochistán en 2008 en los que cinco mujeres fueron asesinadas por miembros de tribus de la tribu Umrani de Balochistán, el ministro federal paquistaní de Servicios Postales, Israr Ullah Zehri, defendió la práctica: "Estas son tradiciones centenarias, y continuaré su defensa. Solo los que se entregan a actos inmorales deben tener miedo". Tras el caso 2006 de Sakineh Mohammadi Ashtiani (que ha puesto a Irán bajo presión internacional por sus condenas de lapidación), Mohammad-Javad Larijani (jefe del Consejo de Derechos Humanos de Irán) defendió la práctica de la lapidación; afirmó que era un "castigo menor" que la ejecución, porque permitía a los condenados la posibilidad de tal vez sobrevivir.
Los asesinatos por dote son el resultado de la matanza de mujeres que no pueden pagar el alto precio de la dote por su matrimonio. Según Amnistía Internacional, "la realidad actual de la violencia relacionada con la dote es un ejemplo de lo que puede suceder cuando las mujeres son tratadas como propiedad".

### Mutilación genital femenina
La mutilación genital femenina es definida por la Organización Mundial de la Salud (OMS) como "todos los procedimientos que implican la extirpación parcial o total de los genitales femeninos externos u otra lesión de los órganos genitales femeninos por razones no médicas". Además, la OMS afirma que "el procedimiento no tiene beneficios para la salud de las niñas y mujeres" y "[p] rocedures puede causar sangrado severo y problemas para orinar, y quistes posteriores, infecciones, infertilidad y complicaciones en el parto aumentan el riesgo de muerte del recién nacido" y "es reconocido internacionalmente como una violación de los derechos humanos de las niñas y las mujeres" y "constituye una forma extrema de discriminación contra la mujer". El Parlamento Europeo declaró en una resolución que la práctica "claramente va en contra del valor fundacional europeo de la igualdad entre mujeres y hombres y mantiene los valores tradicionales según los cuales las mujeres son vistas como los objetos y las propiedades de los hombres".
Según datos también de la Organización Mundial de la Salud, muestran que más de 200 millones de niñas y mujeres actualmente han sido objeto de la mutilación genital femenina, concentrándose en 30 países de África, Medio Oriente y algunas partes de Asia. En la mayoría de los casos se práctica entre el periodo de lactancia y los 15 años de edad.

### Agresión sexual
La investigación de Lisak y Roth sobre factores que motivan a los perpetradores de agresiones sexuales, incluida la violación, contra las mujeres reveló un patrón de odio hacia las mujeres y el placer de infligir un trauma psicológico y físico, en lugar de interés sexual. Mary Odem y Peggy Reeves Sanday postulan que la violación es el resultado no de la patología, sino de los sistemas de dominación masculina, prácticas culturales y creencias.
Mary Odem, Jody Clay-Warner y Susan Brownmiller sostienen que las actitudes sexistas se propagan a través de una serie de mitos sobre la violación y los violadores. Afirman que, en contraste con esos mitos, los violadores a menudo planean una violación antes de elegir a una víctima y la violación de un conocido (no el asalto de un extraño) es la forma más común de violación. Odem también afirma que estos mitos de violación propagan actitudes sexistas sobre hombres, al perpetuar la creencia de que los hombres no pueden controlar su sexualidad.
El sexismo puede promover la estigmatización de las mujeres y niñas que han sido violadas e inhibir la recuperación. En muchas partes del mundo, las mujeres que han sido violadas son condenadas al ostracismo, rechazadas por sus familias, sometidas a violencia y, en casos extremos, pueden convertirse en víctimas de asesinatos por honor porque se considera que han avergonzado a sus familias.
La criminalización de la violación conyugal es muy reciente y se ha producido durante las últimas décadas; y en muchos países todavía es legal. Varios países de Europa del Este y Escandinavia declararon ilegal la violación conyugal antes de 1970; otros países europeos y algunos de los países de habla inglesa fuera de Europa lo prohibieron más tarde, principalmente en los años ochenta y noventa; algunos países lo prohibieron en la década del 2000. La OMS escribió que: "El matrimonio se usa a menudo para legitimar una variedad de formas de violencia sexual contra las mujeres. La costumbre de casar a los niños pequeños, especialmente a las niñas, se encuentra en muchas partes del mundo. Esta práctica legal en muchos países, es una forma de violencia sexual, ya que los niños involucrados no pueden dar o negar su consentimiento".
En países donde la fornicación o el adulterio son ilegales, las víctimas de violación pueden ser acusadas penalmente.

#### Violaciones de guerra

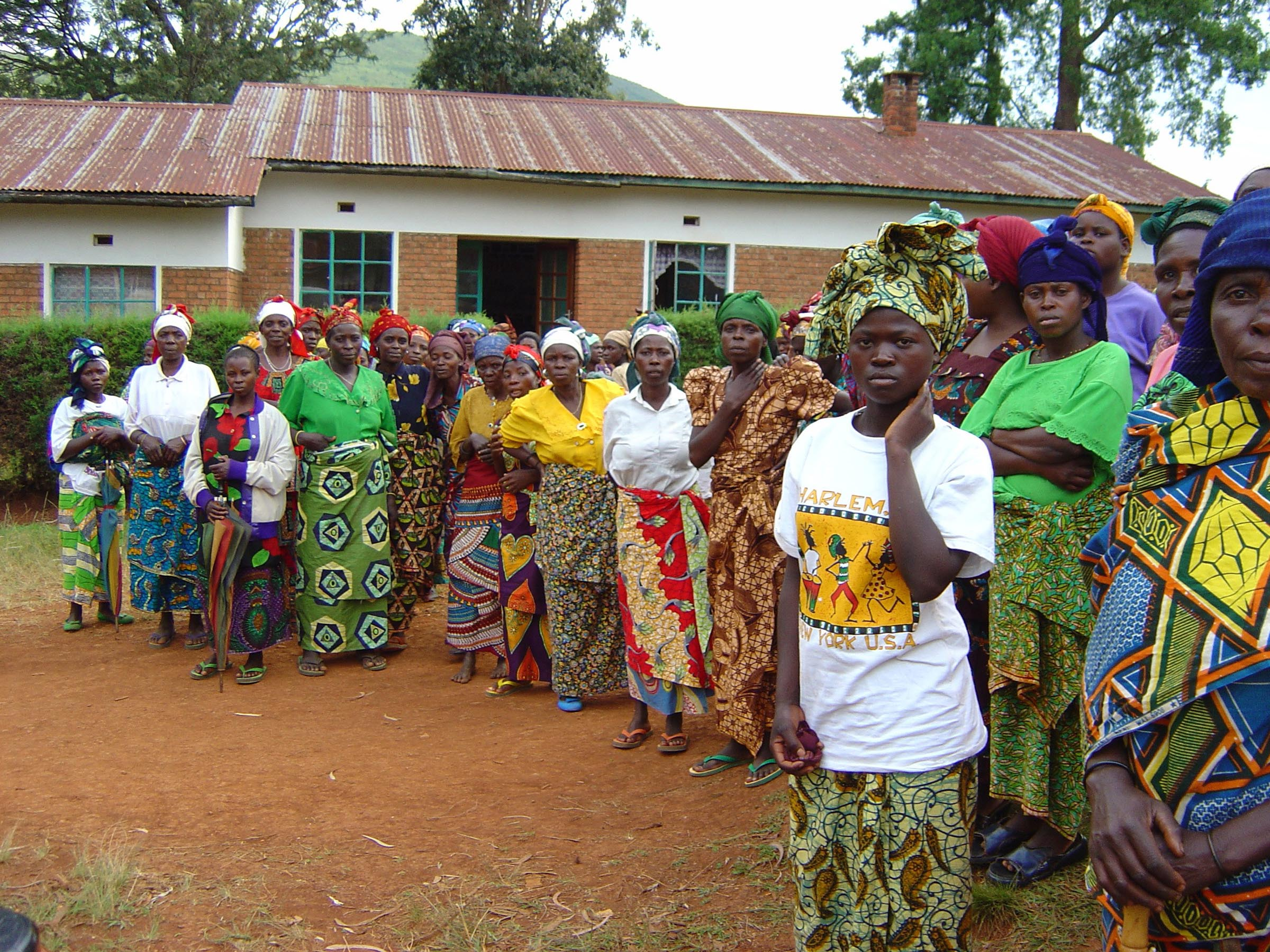
Encuentro de víctimas de violencia sexual en la República Democrática del Congo.

El sexismo se manifiesta por el delito de violación dirigido contra mujeres civiles y soldados, cometidas por soldados, combatientes o civiles durante conflictos armados, guerras u ocupaciones militares. Esto surge de la larga tradición de que las mujeres sean vistas como botín sexual y de la cultura misógina del entrenamiento militar.
La violencia sexual y la violación también se cometen contra los hombres durante la guerra y con frecuencia no se denuncian. El sexismo juega un papel importante en la dificultad que enfrentan los sobrevivientes para hacer frente a su victimización, especialmente en las culturas patriarcales, y en la falta de apoyo brindado a los hombres que han sido violados.

### Derechos reproductivos
El Fondo de Población de las Naciones Unidas escribe que "la planificación familiar es fundamental para la igualdad de género y el empoderamiento de la mujer". A las mujeres en muchos países del mundo se les niegan los servicios médicos e informativos relacionados con la salud reproductiva, incluido el acceso a la atención del embarazo, la planificación familiar y la anticoncepción. En países con leyes de aborto muy estrictas (particularmente en América Latina), las mujeres que sufren abortos espontáneos suelen ser investigadas por la policía bajo sospecha de haber provocado deliberadamente el aborto involuntario, y algunas veces son encarceladas, una práctica que Amnistía Internacional calificó de "campaña despiadada contra los derechos de las mujeres". La organización también criticó leyes y políticas que requieren el consentimiento del marido para que una mujer use los servicios de salud reproductiva como discriminatorios y peligrosos para la salud y la vida de las mujeres: "Para la mujer que necesita el consentimiento de su marido para obtener anticoncepción, las consecuencias de la discriminación pueden ser serio, incluso fatal".

### Matrimonio infantil y forzado
Un matrimonio infantil es un matrimonio en el que uno o ambos cónyuges son menores de 18 años, una práctica que afecta desproporcionadamente a las mujeres. Los matrimonios infantiles son más comunes en el sur de Asia, Medio Oriente y el África subsahariana, pero también en otras partes del mundo. La práctica de casarse con niñas jóvenes está arraigada en ideologías patriarcales de control del comportamiento femenino, y también se sustenta en prácticas tradicionales como la dote y el precio de la novia. El matrimonio infantil está fuertemente relacionado con la protección de la virginidad femenina. UNICEF afirma que:

Casarse con niñas menores de 18 años está enraizada en la discriminación de género, alentando la crianza prematura y continua y dando preferencia a la educación de los niños. El matrimonio infantil también es una estrategia de supervivencia económica ya que las familias se casan con sus hijas a una edad temprana para reducir su carga.

Las consecuencias del matrimonio infantil incluyen educación restringida y perspectivas de empleo, mayor riesgo de violencia doméstica, abuso sexual infantil, complicaciones en el embarazo y el parto y aislamiento social. El matrimonio precoz y forzado se define como formas de esclavitud moderna por parte de la Organización Internacional del Trabajo. En algunos casos, una mujer o niña que ha sido violada puede verse obligada a casarse con su violador para restaurar el honor de su familia; o matrimonio por secuestro, una práctica en la que un hombre secuestra a la mujer o la chica con la que desea casarse y la viola, para forzar el matrimonio (común en Etiopía).

### Educación
Las mujeres tradicionalmente han tenido acceso limitado a la educación superior. En el pasado, cuando las mujeres ingresaban a la educación superior, se les animaba a especializarse en asignaturas menos científicas; el estudio de la literatura inglesa en colegios y universidades estadounidenses y británicas se instituyó como un campo considerado adecuado para los "intelectos menores" de las mujeres.
Las especialidades educativas en la educación superior producen y perpetúan la desigualdad entre hombres y mujeres. La disparidad persiste particularmente en la informática y la ciencia de la información, donde en Estados Unidos las mujeres fueron solo el 21% de las licenciaturas y en ingeniería, donde las mujeres obtuvieron solo el 19% de las titulaciones en 2008. Solo uno de cada cinco doctorados de física en los EE. UU. se otorgan a mujeres, y solo la mitad de esas mujeres son estadounidenses. De todos los profesores de física en el país, solo el 14% son mujeres.
La alfabetización mundial es menor para las mujeres que para los hombres. Los datos de The World Factbook muestran que el 79,7% de las mujeres saben leer y escribir, en comparación con el 88,6% de los hombres (de 15 años en adelante). En algunas partes del mundo, las niñas continúan siendo excluidas de la educación pública o privada adecuada. En algunas partes de Afganistán, las niñas que van a la escuela se enfrentan a la violencia grave de algunos miembros de la comunidad local y grupos religiosos. Según las estimaciones hechas por la ONU para 2010, solo Afganistán, Pakistán y Yemen tenían menos de 90 niñas por cada 100 niños en la escuela. El estudio de Jayachandran y Lleras-Muney sobre el desarrollo económico de Sri Lanka ha sugerido que los aumentos en la esperanza de vida para las mujeres estimulan la inversión educativa porque un horizonte de tiempo más largo aumenta el valor de las inversiones que se pagan con el tiempo.
Las oportunidades educativas y los resultados para las mujeres han mejorado mucho en Occidente. Desde 1991, la proporción de mujeres matriculadas en la universidad en los Estados Unidos ha excedido la tasa de inscripción para hombres, y la brecha se ha ampliado con el tiempo. A partir de 2007, las mujeres constituían la mayoría (54%) de los 10.8 millones de estudiantes universitarios matriculados en los Estados Unidos. Sin embargo, la investigación de Diane Halpern ha indicado que los niños reciben más atención, elogios, culpas y castigos en el aula de la escuela primaria, y "este patrón de atención docente más activa dirigida a los estudiantes varones continúa en el nivel postsecundario". También hay un estudio indicando que, con el tiempo, las alumnas hablan menos en el aula.

## Sexismo contra el varón
El término de sexismo hacia los hombres surge para evidenciar creencias y exigencias sociales rígidas que se imponen sobre cómo debería ser un hombre, usualmente exigido por la mujer. El sexismo contra el hombre, se sustenta principalmente en estereotipos de género, por ejemplo, la forma en que se deben comportar, tomar actitudes de fortaleza y protección hacia la mujer. Otros ejemplos, es en relación con el servicio militar obligatorio para varones, la guerra, la circuncisión masculina, derechos reproductivos, etc.

## Ultraderecha
Hay autores de ultraderecha que diferencian entre el «sexismo benevolente» y el «sexismo hostil». El «sexismo benevolente» ve a las mujeres como seres puros moralmente y débiles físicamente por lo que deben ser protegidas por los hombres de «verdad» ya que las mujeres son el vientre de la nación, la madre de los hijos, las responsables de criar moral y físicamente a la generación siguiente, mientras que el «sexismo hostil» presenta a las mujeres, al igual que en la «manosfera», como moralmente corruptas y políticamente poderosas, y como una amenaza para los hombres pues su propósito es dominarlos por medio de la ideología feminista o la seducción sexual. La mezcla de elementos de las dos actitudes se ha dado en llamar «sexismo ambivalente».